# Wuenheim
Wuenheim é uma comuna francesa na região administrativa de Grande Leste, no departamento Alto Reno. Estende-se por uma área de 6,15 km². Em 2010 a comuna tinha 816 habitantes (densidade: 132,7 hab./km²).